# Филипос Перисоратис
Филипос Йоани Перисоратис (на гръцки: Φίλιππος Ιωάννη Περισοράτης) е гръцки юрист и политик и депутат левицата от Иматия.

## Биография
Роден е в 1901 година в Негуш (Науса), Гърция. Завършва право и работи като адвокат. На изборите през 1958 година той е избран за член на парламента от избирателния район Иматия с Единната демократическа левица. През последните години от живота си подкрепя Коалицията на левицата, движенията и екологията.
Умира на 16 април 1990 година.